# Bergenia crassifolia
Bergenia crassifolia là một loài thực vật có hoa trong họ Saxifragaceae. Loài này được (L.) Fritsch miêu tả khoa học đầu tiên năm 1889.